# Jean-Marion Jélineau
Jean-Marion Jélineau, né le 18 avril 1833 à Bordeaux et mort le 14 janvier 1907 dans cette même ville, est un architecte français ayant principalement exercé à Bordeaux.

## Biographie
Jean Marion dit Jélineau naît en 1833,. Il est le fils de Jean Marion dit Jélineau et de Marie Bière. Il est notamment l’architecte de l’hôpital-hospice des enfants à Bordeaux ainsi que d’un certain nombre de bâtiments d’habitation dans la ville. Membre depuis 1868, il devient le président de la Société des architectes de Bordeaux et du Sud-Ouest en 1899. Il décède le 14 janvier 1907, à 14 h, à Bordeaux, au no 208 du cours de Bayonne.